# Psalidodon bifasciatus
Psalidodon bifasciatus es una especie de pez de agua dulce que integra el género Psalidodon, de la familia Characidae, cuyos integrantes son denominadas comúnmente mojarras o lambaríes. Habita en ambientes acuáticos templado-cálidos del centro-este de Sudamérica. 

## Taxonomía
Esta especie fue descrita originalmente en el año 2010 por los ictiólogos brasileños Júlio César Garavello y Francisco Azevedo de Arruda Sampaio.
Localidad y ejemplar tipo
La localidad tipo asignada es: río Iguazú, charcas marginales a la Avenida das Torres, al lado de la Reserva do Cambuí, São José dos Pinhais, Paraná, Brasil. El ejemplar holotipo es el catalogado como MZUSP 105961, una hembra que midió 86,0 mm. Fue capturada entre el 27 y el 29 de diciembre de 1984 por 
J. C. Garavello y F. A. A. Sampaio.
Etimología
Etimológicamente, el término Psalidodon se construye con palabras en el idioma griego, en donde: psali  forma diminutiva de psalis, significa ‘tijeras’ y odon que es ‘dientes’. El nombre específico bifasciatus deriva de dos palabras en latín: bis que significa 'doble' y fascia que se traduce como 'raya' o 'barra', es decir 'dos barras', en alusión a las barras verticales de color marrón oscuro que cruzan la región humeral en esta especie.

## Características
Psalidodon bifasciatus posee una longitud que oscila entre 49,8 y 125 mm. Se distingue de sus congéneres de la cuenca por la combinación de los siguientes caracteres: infraorbitario 3 con profundidad, pero sin llegar a contactar con el preopérculo, dejando una estrecha área desnuda entre el borde y el preopérculo; serie externa premaxilar con 4 (raramente 5) dientes pentacúspides; dientes no sínfisis en la serie interna del premaxilar heptacúspides; barra humeral vertical con la parte dorsal mucho más ancha que la parte ventral; una mancha post-humeral tenue y difusa; línea lateral con 36 a 40 escamas, por lo general 37 o 38; primer arco branquial con 7 a 9, por lo general 8, espinas en el sector superior de las branquias y 10 a 13, por lo general 12, espinas en el sector inferior de las branquias.
Cuando a especímenes mantenidos en acuario se les molesta, las aletas pueden adquirir un color fuerte, la caudal puede llegar a un color rojizo, la aleta pélvica al naranja y la anal variar: tornarse de color naranja o la mitad anterior naranja y la posterior amarilla.

## Distribución geográfica y hábitat
Habita en cursos fluviales de aguas templado-cálidas en el centro-este de Sudamérica, correspondientes a la cuenca del Plata, en la subcuenca del río Alto Paraná, y de esta en la cuenca del río Iguazú (donde está ampliamente distribuida), en los estados de Paraná (sudoeste) y Santa Catarina (noroeste), sudeste de Brasil. También vive en aguas argentinas, en el nordeste de ese país, en el extremo norte de la región mesopotámica, en la parte septentrional de la provincia de Misiones. El Paraná es uno de los ríos formadores del Río de la Plata, el cual vuelca sus aguas en el océano Atlántico.
Ecorregionalmente esta especie es un endemismo de la ecorregión de agua dulce Iguazú.
Este río desciende desde la Serra do Mar hasta el Paraná formando rápidos, cascadas y cataratas, la mayor de todas son el conjunto denominado cataratas del Iguazú, de cerca de 80 metros de desnivel, en proximidades de su desembocadura. Estos accidentes fluviales han sido barreras infranqueables para las comunidades ícticas que viven en cada tramo, siendo especialmente determinante el gran salto ya citado, pues representó la imposibilidad de que la ictiofauna del río Paraná pudiese conquistar el resto del curso del Iguazú, lo que ha permitido que durante 22 millones de años se desarrollen y completen procesos de especiación, lo que se tradujo en una biocenosis notablemente rica en endemismos, los que alcanzan a componer, en el tramo medio del río, el 80 % del total de las especies presentes.
En el Iguazú, aguas arriba de las cataratas homónimas, habitan otras especies del género Psalidodon: P. ita y P. gymnogenys. Ninguna de ellas habita en el curso del río Paraná.